# Trichillinus linearis
Trichillinus linearis is een keversoort uit de familie van de loopkevers (Carabidae). De wetenschappelijke naam van de soort werd voor het eerst geldig gepubliceerd in 1949 door Stefano Ludovico Straneo.